# Елферсхаузен
Елферсхаузен (њем. Elfershausen) град је у њемачкој савезној држави Баварска. Једно је од 26 општинских средишта округа Бад Кисинген. Према процјени из 2010. у граду је живјело 2.917 становника. Посједује регионалну шифру (AGS) 9672121.

## Географски и демографски подаци
Елферсхаузен се налази у савезној држави Баварска у округу Бад Кисинген. Град се налази на надморској висини од 198 метара. Површина општине износи 34,9 km². У самом граду је, према процјени из 2010. године, живјело 2.917 становника. Просјечна густина становништва износи 84 становника/km².